# Tassieïta
La tassieïta és un mineral de la classe dels fosfats que pertany al grup de la wicksita.

## Característiques
La tassieïta és un fosfat de fórmula química (Na,◻)Ca₂(Mg,Fe2+,Fe3+)₂(Fe2+,Mg)₂(Fe3+,Mg)₂(PO₄)₆·2H₂O. Va ser aprovada com a espècie vàlida per l'Associació Mineralògica Internacional l'any 2006, sent publicada per primera vegada un any després. Cristal·litza en el sistema ortoròmbic.
Segons la classificació de Nickel-Strunz, la tassieïta pertany a «08.C - Fosfats sense anions addicionals, amb H₂O, amb cations de mida mitjana i gran, RO₄:H₂O > 1:1» juntament amb els següents minerals: grischunita, wicksita, bederita i haigerachita.
L'exemplar que va servir per a determinar l'espècie, el que es coneix com a material tipus, es troba conservat a les col·leccions mineralògiques del Museu Nacional d'Història Natural, l'Smithsonian, situat a Washington DC (Estats Units), amb el número de registre: 174436.

## Formació i jaciments
Va ser descoberta a la serralada de Larsemann Hills, a prop de la costa d'Ingrid Christensen, a la Terra de Princess Elizabeth (Antàrtida Oriental, Antàrtida), on es troba en forma de grans majoritàriament laminats i anèdrics. Aquest indret és l'únic a tot el planeta on ha estat descrita aquesta espècie mineral.